# Canon EOS 80D
La Canon EOS 80D es una cámara réflex digital anunciada por Canon el 18 de febrero de 2016. Está dirigida a fotógrafos semi-profesionales y entusiastas.

## Nuevas características
En comparación con la EOS 70D, se realizaron varias mejoras, incluyendo:
- Nuevo sensor Dual Pixel CMOS de 24,2 megapíxeles
- 45 puntos de AF de tipo cruzado, comparado con los 19 de la 70D
- De estos puntos, 27 permiten el autoenfoque a f/8 cuando el cuerpo está unido a una de las dos combinaciones específicas de lente/teleconvertidor (el Canon 100-400 Mark II con 1.4x III o el Canon 200-400 con 2x III). Cualquier otra combinación de lente/teleconvertidor que resulte en una apertura de f/8 sólo funcionará con el punto central. El 80D es el primer cuerpo EOS no profesional que puede autoenfocar en esta situación; los cuerpos no profesionales anteriores no podían autoenfocar si la apertura máxima de una combinación de lente/teleconvertidor adjunta era menor que f/5,6.
- DIGIC 6 (DIGIC 5+ en la 70D)
- Nuevo sensor de medición RGB+IR de 7560 píxeles para ayudar al sistema de AF
- Nuevo mecanismo de obturación para ayudar a reducir las vibraciones y el movimiento de la cámara
- Antiparpadeo "Flickr" (introducido en la EOS 7D Mk II) - se puede ajustar el disparador para compensar el parpadeo de la luz eléctrica
- Visor de cobertura de escena al 100%
- NFC incorporado
- Grabación de vídeo de hasta 1080p a 60/50 fps
- HDR incorporado y capacidad de grabación en intervalos de tiempo (nuevo software)
- Mejor duración de la batería de AF con poca luz, de 920 disparos por batería a 960 disparos por batería
- Toma externa de auriculares estéreo de 3,5 mm.

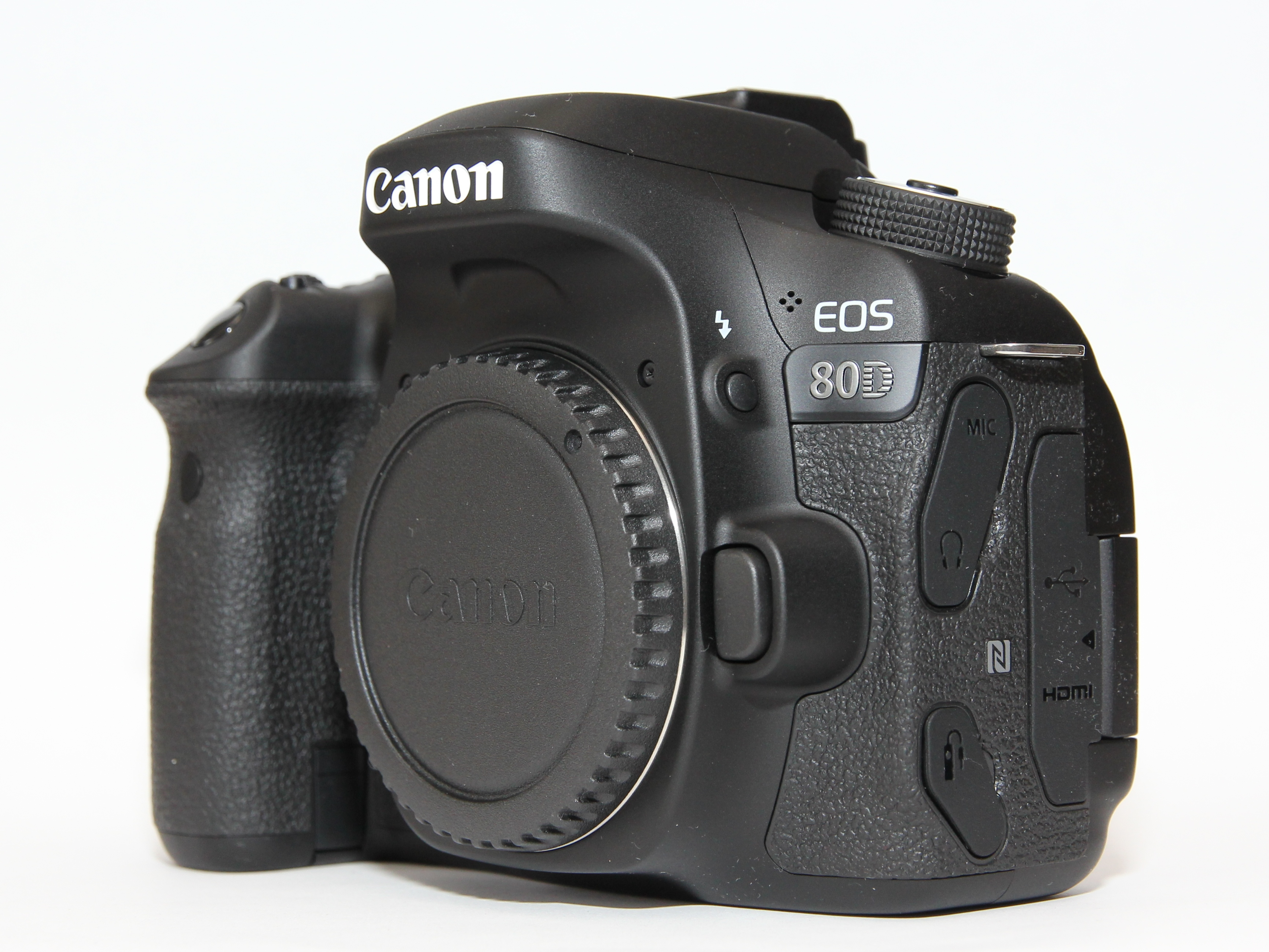
parte frontal
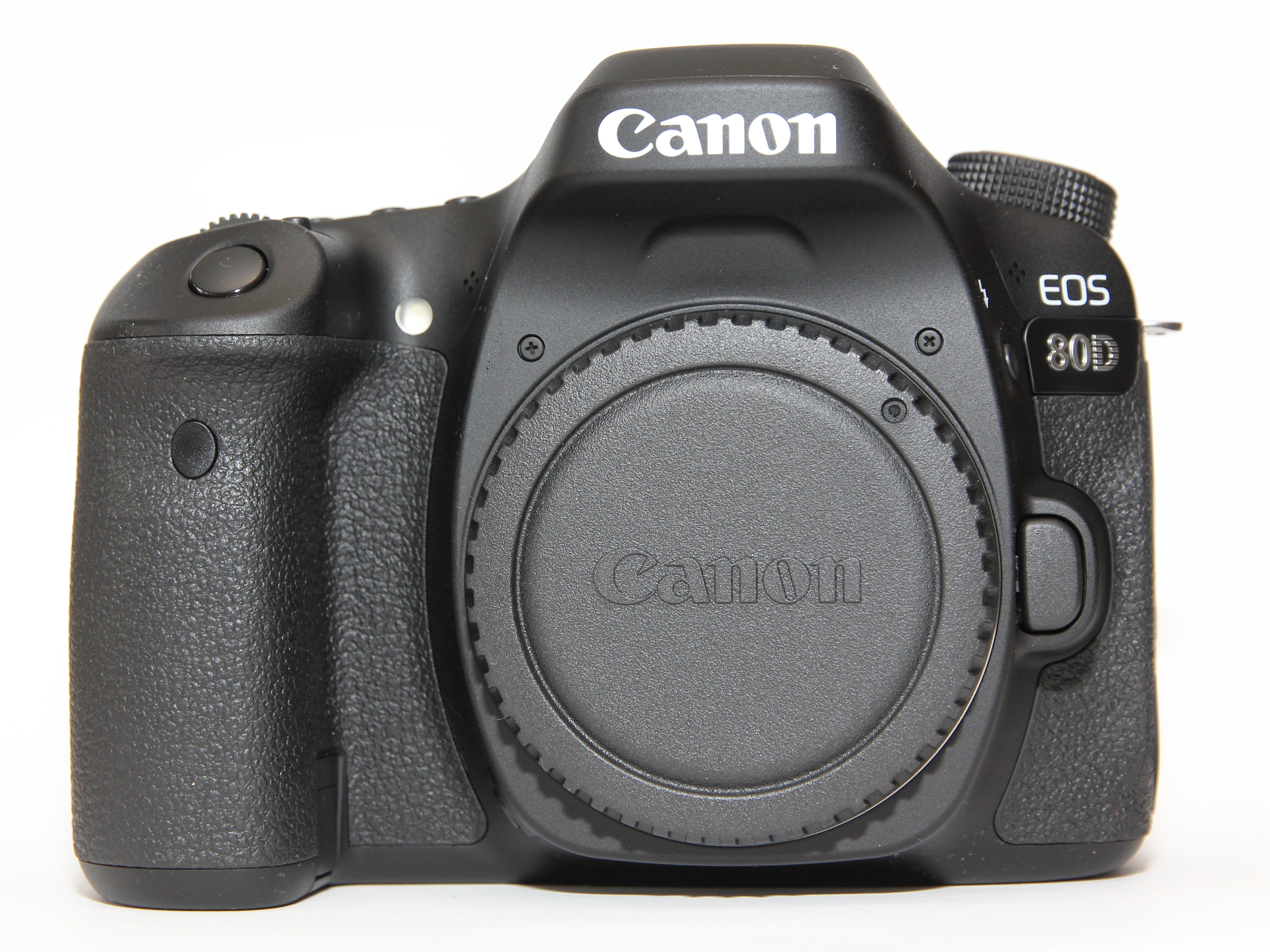
parte frontal
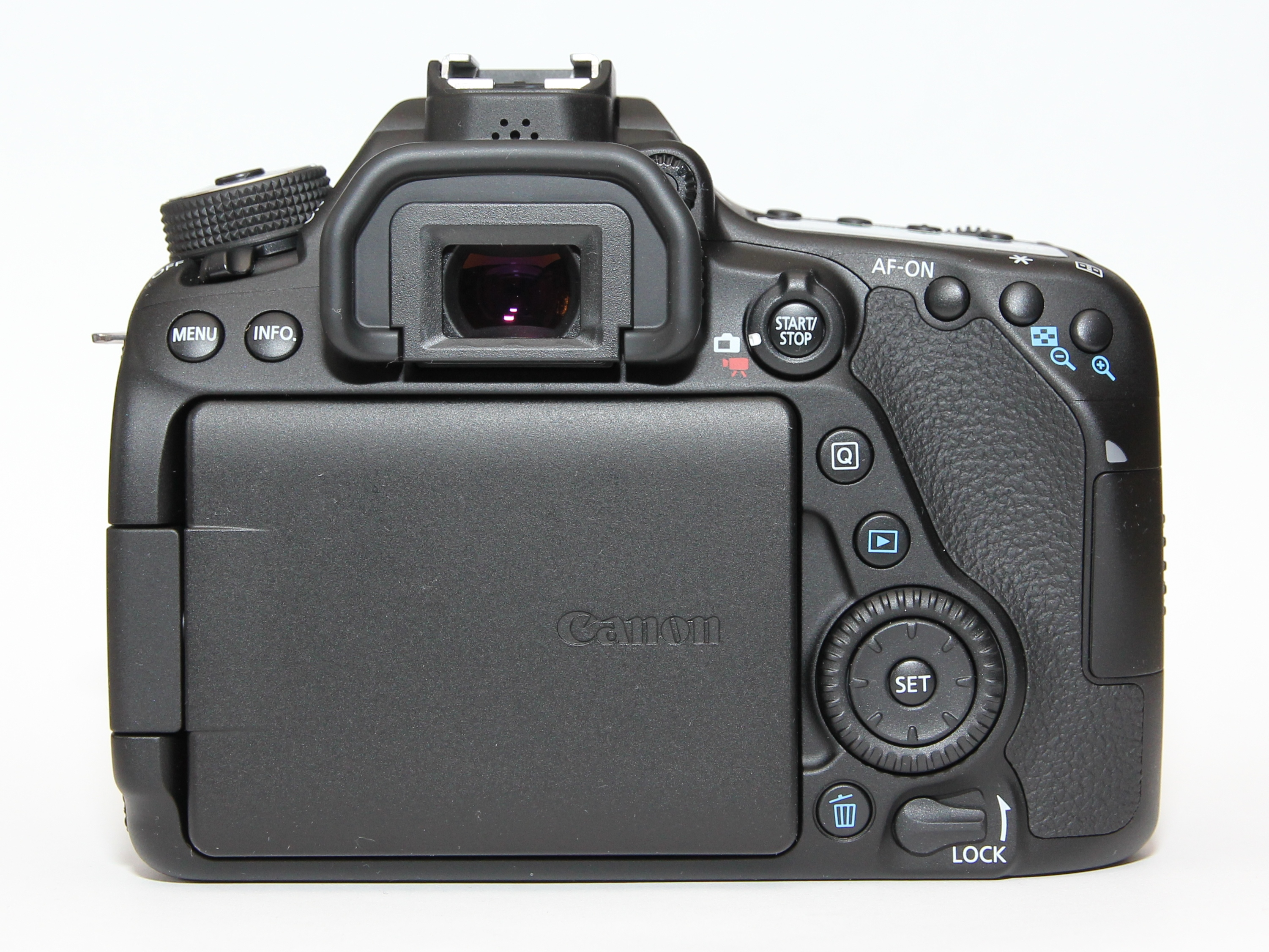
parte trasera
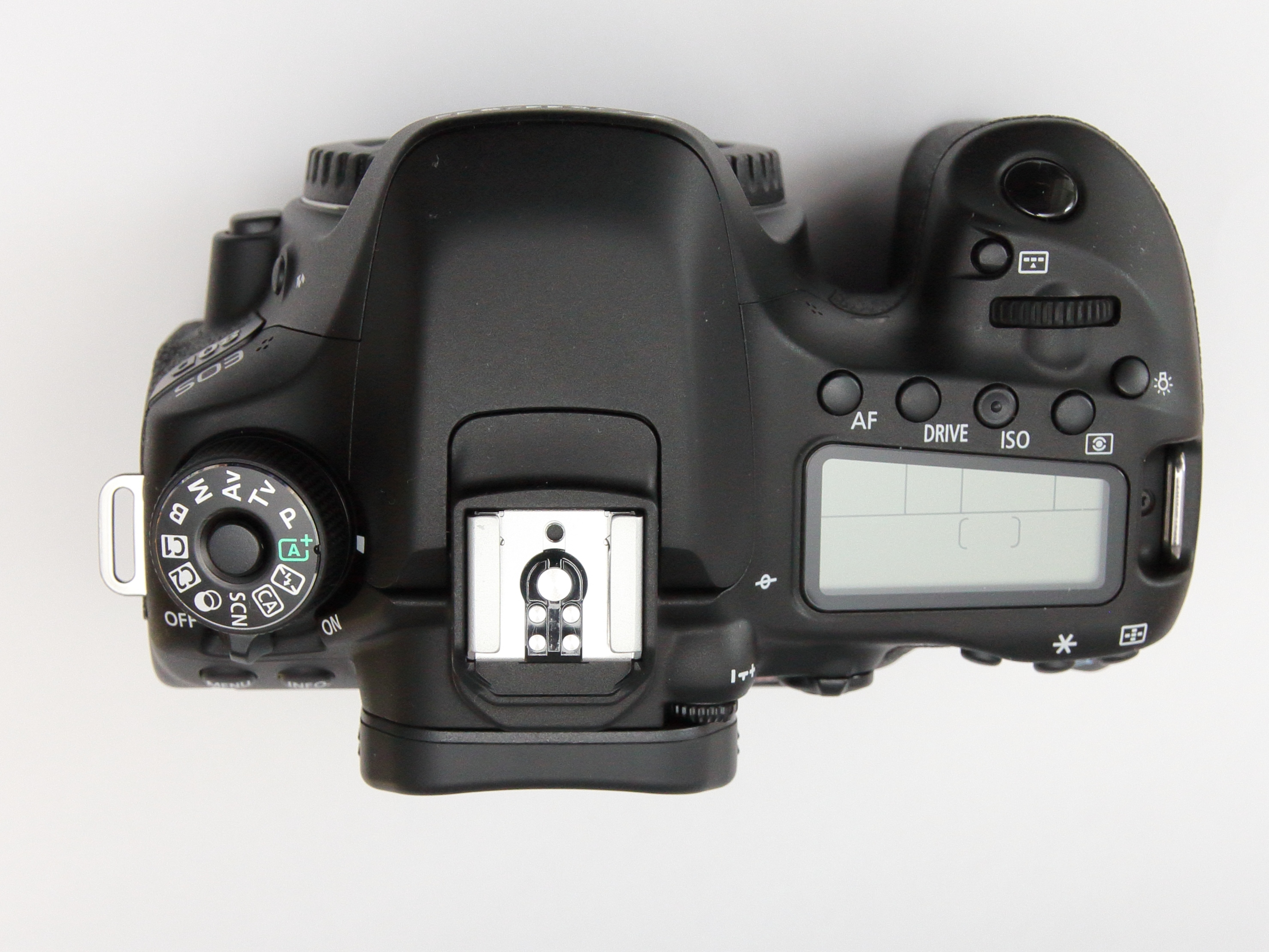
parte superior

## Corrección vulnerabilidad PTP
En agosto de 2019 el investigador Eyal Itkin de la compañía de ciberseguridad Check Point descubrió una vulnerabilidad en cámaras DSLR mediante Picture Transfer Protocol (PTP), un protocolo que crea una conexión entre una cámara digital y un PC por USB o mediante WiFi. Para ello tomaron como ejemplo una Canon EOS 80D, encriptando documentos gráficos de la tarjeta SD y limitando su acceso. Este protocolo está estandarizado además en otras marcas de cámaras por lo que se pueden encontrar vulnerabilidades en cámaras de otros fabricantes.
Desde Canon ya se corrigió el fallo a través del firmware 1.0.3 para este modelo de cámara además de lanzar otros firmwares para el resto de modelos.